# Saturnia conjuncta-perrupta
Saturnia conjuncta-perrupta är en fjärilsart som beskrevs av Gschwandner. 1919. Saturnia conjuncta-perrupta ingår i släktet Saturnia och familjen påfågelsspinnare. Inga underarter finns listade.